# Berusning

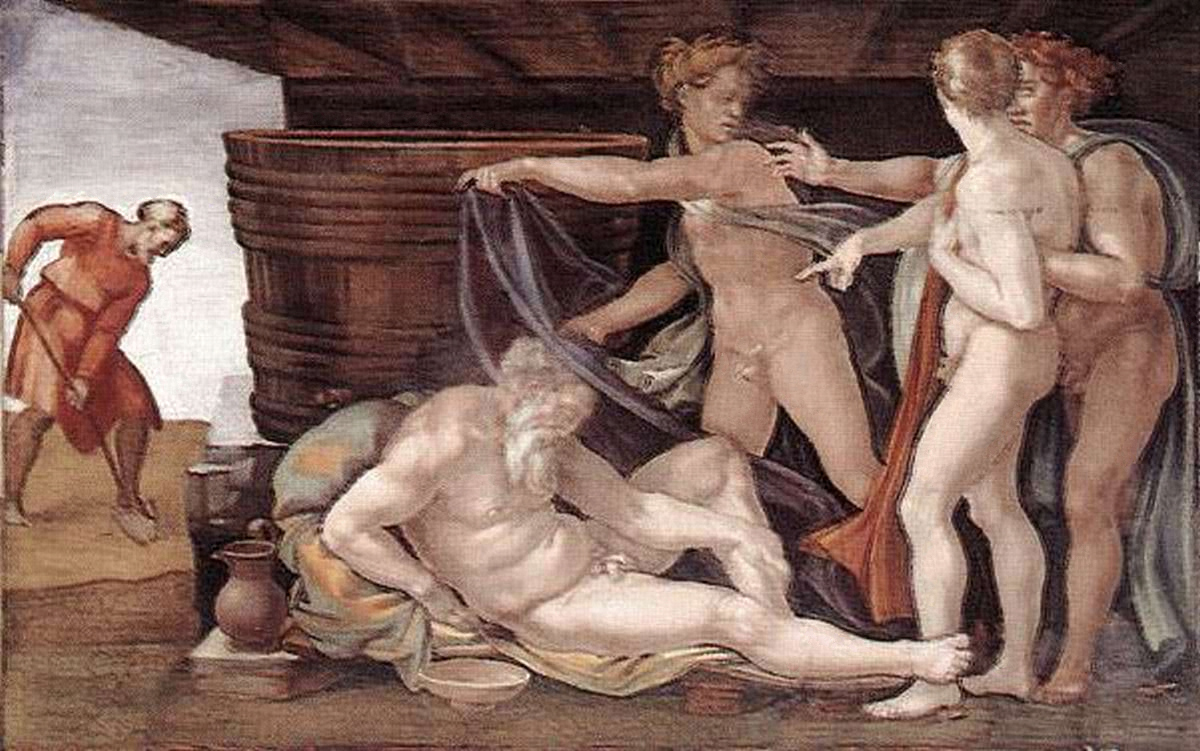
Noas berusning av Michelangelo.

Berusning, rus, är ett fysiologiskt tillstånd som påverkar psyket och beteendet, inklusive omdömet. Berusning orsakas bland annat av droger (till exempel etanol och cannabis) och kan framkalla såväl negativa som positiva känslor. Graden av berusning kan mätas objektivt med olika tester (med antagande om en korrelation mellan till exempel koncentrationen av en viss substans i blodet eller utandningsluften och graden av påverkan) eller bedömas subjektivt av den berusade eller omgivningen. Benämningarna kan variera, men när det gäller alkoholberusning är följande gradering enligt omgivningens eller egen bedömning vanlig (från kraftig påverkan till svag påverkan): redlös, full, berusad, salongsberusad, påverkad och nykter.[källa behövs]
Återhämtning från berusning åtföljs i många fall av illamående. Lindrigare former av berusning av alkohol kallas ofta för alkoholpåverkan, men detta kan även vara en eufemism för alkoholberusning även när den är kraftig.[källa behövs]
Man kan även sägas vara berusad av lycka, vilket motsvarar en hög grad av eufori. Då behöver ej alkohol eller någon annan drog vara inblandad.

## Svensk lagstiftning om berusning av alkohol
Normalt finns inga begränsningar enligt svensk lag när det gäller graden av berusning av alkohol. Den enskilde, ibland tillsammans med omgivningen, bestämmer själv sin grad av berusning vid varje tillfälle utan att samhället har några lagliga invändningar. Det är beteendet och inte berusningen i sig själv som är väsentlig. Lag (1976:511) om omhändertagande av berusade personer m.m., 1§, lyder:
Den som anträffas så berusad av alkoholdrycker eller annat berusningsmedel att han inte kan ta hand om sig själv eller annars utgör en fara för sig själv eller för någon annan får omhändertas av en polisman.
Anträffas någon där han eller någon annan har sin bostad, får han inte omhändertas enligt första stycket. Lag (1984:391).
I trafiksammanhang har däremot den mätbara graden av berusning stor betydelse, förutom beteendet. Exempelvis kan berusade personer avvisas från kollektivtrafik endast på grund av berusningen, oberoende av beteende (Ordningslagen 4 kap 8§).
Olika arbetsgivare kan även ha restriktioner när det gäller konsumtion av alkohol i samband med arbetet, och därigenom graden av berusning.
Kommuners lokala ordningsföreskrifter kan förbjuda konsumtion av alkohol på vissa allmänna platser, oavsett graden av berusning.
Huvudregeln i Brottsbalken om berusning är: Har gärningen begåtts under självförvållat rus eller var gärningsmannen på annat vis genom eget vållande tillfälligt från sina sinnens bruk, skall detta inte föranleda att gärningen inte anses som brott. (1 kap 2 §)
För patologiskt rus (en kraftig överreaktion på en måttlig alkoholförtäring) finns det praxis som kan likställa det med allvarlig psykisk störning. Allvarlig psykisk störning beskrivs i Brottsbalken (31 kap 6 § , 31 kap 3 §), men inte uttryckligen patologiskt rus.

### Vägtrafik (även påverkan av narkotika)
När det gäller vägtrafiken finns däremot mycket tydliga regler när det gäller den objektivt tillåtna berusningsgraden. "Enligt lagen innebär rattfylleri att en person som kör ett motordrivet fordon:
- har druckit så mycket alkohol att alkoholkoncentrationen är minst 0,2 promille i blodet eller 0,1 milligram per liter i utandningsluften
- har använt narkotika så att det finns något narkotiskt ämne kvar i blodet (gäller inte om substansen har använts enligt en läkares ordination)
- är så påverkad av alkohol eller något annat medel att han eller hon inte kan köra på ett betryggande sätt.

Som motordrivet fordon räknas inte bara personbil, lastbil och buss utan även moped, motorcykel, snöskoter och andra terrängmotorfordon. Man kan alltså dömas till fängelse och få körkortet återkallat om man har varit berusad när man kört snöskoter. Lagen gäller även i terrängen och i inhägnade områden.
En förare döms för grovt rattfylleri om han/hon:
- har en alkoholkoncentration på minst 1,0 promille i blodet eller 0,50 milligram per liter utandningsluft
- annars är avsevärt påverkad av alkohol eller något annat medel
- kör på ett sådant sätt att det innebar påtaglig fara för trafiksäkerheten.

Straffet för rattfylleri är oftast böter eller fängelse i högst sex månader. Dessutom återkallas i allmänhet körkortet under 1-12 månader. Vid grovt rattfylleri kan straffet bli fängelse i högst två år och körkortet kan återkallas under 12-36 månader. Grovt rattfylleri i kombination med grovt vållande till annans död kan ge upp till åtta års fängelse.

### Luftfart(flygtrafik)
"ALKOHOLFÖRTÄRING OCH DYLIKT I SAMBAND MED FLYGTJÄNST"
- Det åligger flygbesättningsmedlem beakta att alkoholförtäring, även i små kvantiteter, samt efterverkningar av alkoholförtäring, även sedan all alkohol lämnat kroppen, nedsätter reaktionsförmåga och omdömesförmåga samt minskar motståndskraften mot flygningens påfrestningar, såsom syrebrist, acceleration samt fysisk och psykisk belastning. Vidare skall beaktas att en kombination av alkoholförtäring och bristande sömn före flygtjänstgöring liksom även alkoholförtäring i kombination med lugnande medel, sömnmedel eller liknande är särskilt skadligt, samt att efterverkningarna av kraftig alkoholförtäring kan dröja kvar upp till 48 timmar.
- Under flygning får alkoholförtäring inte äga rum. Ej heller får alkoholförtäring ske under de närmaste 8 timmarna före flygning.

Anm Förtäring i samband med måltid av lättöl eller annan dryck med en alkoholhalt av 1,8 viktprocent eller lägre är ej att betrakta som alkoholförtäring.
- Under tiden mellan 24 och 8 timmar före flygning skall stor försiktighet iakttas i fråga om alkoholförtäring.

Anm Sker alkoholförtäring under tidrymden 24.8 (står så i referensen; bör stå: 24 till 8) timmar före flygning skall i uttrycket 'stor försiktighet' bl a läggas den innebörden, att förtäringen inte får vara större än att vederbörande senast 8 timmar före flygning skulle kunna köra bil utan att begå straffbar förseelse enligt svensk lagstiftning angående trafiknykterhet.
- Lugnande medel, sömnmedel eller liknande får ej användas av flygbesättningsmedlem i samband med flygtjänst, utan samråd med flygläkare."

### Tunnelbana
Lag (1990:1157) om säkerhet vid tunnelbana och spårväg,30§, lyder:
"Den som för ett maskindrivet spårfordon på tunnelbana efter att ha förtärt alkoholhaltiga drycker i så stor mängd att alkoholkoncentrationen under eller efter färden uppgår till minst 0,2 promille i blodet eller 0,10 milligram per liter i utandningsluften döms till böter eller fängelse i högst sex månader.
Till samma straff döms också den som för ett maskindrivet spårfordon på tunnelbana efter att ha intagit narkotika som avses i 8 § narkotikastrafflagen (1968:64) i så stor mängd att det under eller efter färden finns något narkotiskt ämne kvar i blodet. Detta gäller dock inte om narkotikan intagits i enlighet med läkares eller annan behörig receptutfärdares ordination.
Till samma straff döms också den som för ett maskindrivet spårfordon på tunnelbana och då är så påverkad av alkoholhaltiga drycker att det kan antas att han eller hon inte kan framföra fordonet på ett betryggande sätt. Detsamma gäller om föraren är lika påverkad av något annat medel.
Är ett brott som avses i första, andra eller tredje stycket att anse som grovt, skall föraren dömas till fängelse i högst två år. Vid bedömande av om brottet är grovt skall särskilt beaktas om
- föraren har haft en alkoholkoncentration som uppgått till minst 1,0 promille i blodet eller 0,50 milligram per liter i utandningsluften,
- föraren annars har varit avsevärt påverkad av alkohol eller något annat medel, eller
- framförandet av fordonet har inneburit en påtaglig fara för trafiksäkerheten.

Den som utan att föra ett fordon som avses i första stycket vid tunnelbana fullgör tjänst, i vilken ingår uppgifter av väsentlig betydelse för säkerheten och då är så påverkad av alkohol eller något annat medel att det kan antas att han eller hon inte kan utföra dessa uppgifter på ett betryggande sätt döms till böter eller fängelse i högst två år.
I fråga om den som för spårvagn finns bestämmelser i lagen (1951:649) om straff för vissa trafikbrott. Lag (2004:518)."

### Spårvagn
Lag (1951:649) om straff för vissa trafikbrott, 4§, lyder:
"Den som för ett motordrivet fordon eller en spårvagn efter att ha förtärt alkoholhaltiga drycker i så stor mängd att alkoholkoncentrationen under eller efter färden uppgår till minst 0,2 promille i blodet eller 0,10 milligram per liter i utandningsluften döms för rattfylleri till böter eller fängelse i högst sex månader.
För rattfylleri enligt första stycket döms också den som för ett motordrivet fordon eller en spårvagn efter att ha intagit narkotika som avses i 8 § narkotikastrafflagen (1968:64) i så stor mängd att det under eller efter färden finns något narkotiskt ämne kvar i blodet. Detta gäller dock inte om narkotikan intagits i enlighet med läkares eller annan behörig receptutfärdares ordination.
För rattfylleri enligt första stycket döms också den som för ett motordrivet fordon eller en spårvagn och då är så påverkad av alkoholhaltiga drycker att det kan antas att han eller hon inte kan framföra fordonet på ett betryggande sätt. Detsamma gäller om föraren är lika påverkad av något annat medel.
Första och andra styckena gäller inte förare av motordrivet fordon, som är avsett att föras av gående.
Första, andra och tredje styckena gäller inte om förandet av fordonet ingår som ett led i en vetenskaplig eller därmed jämförlig undersökning till vilken tillstånd har lämnats av regeringen eller den myndighet som regeringen bestämmer. Lag (1999:217).
Är ett brott som avses i 4 § första, andra eller tredje stycket att anse som grovt, skall föraren dömas för grovt rattfylleri till fängelse i högst två år. Vid bedömande av om brottet är grovt skall särskilt beaktas om
- föraren har haft en alkoholkoncentration som uppgått till minst 1,0 promille i blodet eller 0,50 milligram per liter i utandningsluften,
- föraren annars har varit avsevärt påverkad av alkohol eller något annat medel, eller
- framförandet av fordonet har inneburit en påtaglig fara för trafiksäkerheten. Lag (1999:217)."

### Järnväg
Järnvägslag (2004:519) 10 kapitlet, 2§, lyder:
Den som för ett maskindrivet spårfordon på järnväg efter att ha förtärt alkoholhaltiga drycker i så stor mängd att alkoholkoncentrationen under eller efter färden uppgår till minst 0,2 promille i blodet eller 0,10 milligram per liter i utandningsluften döms till böter eller fängelse i högst sex månader.
Till samma straff döms också den som för ett maskindrivet spårfordon på järnväg efter att ha intagit narkotika som avses i 8 § narkotikastrafflagen(1968:64) i så stor mängd att det under eller efter färden finns något narkotiskt ämne kvar i blodet. Detta gäller dock inte om narkotikan intagits i enlighet med läkares eller annan behörig receptutfärdares ordination.
Till samma straff döms också den som för ett maskindrivet spårfordon på järnväg och då är så påverkad av alkoholhaltiga drycker att det kan antas att han eller hon inte kan framföra fordonet på ett betryggande sätt. Detsamma gäller om föraren är lika påverkad av något annat medel.
Är ett brott som avses i första, andra eller tredje stycket att anse som grovt, skall föraren dömas till fängelse i högst två år. När det bedöms om brottet är grovt skall det särskilt beaktas om
- föraren har haft en alkoholkoncentration som uppgått till minst 1,0 promille i blodet eller 0,50 milligram per liter i utandningsluften,
- föraren annars har varit avsevärt påverkad av alkohol eller något annat medel, eller
- framförandet av fordonet har inneburit en påtaglig fara för trafiksäkerheten.

Den som utan att föra ett maskindrivet spårfordon vid järnväg fullgör en tjänst där det ingår uppgifter av väsentlig betydelse för säkerheten och då är så påverkad av alkohol eller något annat medel att det kan antas att han eller hon inte kan utföra dessa uppgifter på ett betryggande sätt döms till böter eller fängelse i högst två år.

### Sjöfart
Sjölagen uppdaterades 1 juli 2010. (SFS-nummer 1994:1009), 20 kapitlet, 4§ och 5§ lyder:
4 § Den som framför ett fartyg, som med motordrift kan framföras med en hastighet om minst femton knop eller som har ett skrov med en största längd av minst tio meter, efter att ha förtärt alkoholhaltiga drycker i så stor mängd att alkoholkoncentrationen under eller efter färden uppgår till minst 0,2 promille i blodet eller 0,10 milligram per liter i utandningsluften, döms för sjöfylleri till böter eller fängelse i högst sex månader. Det som föreskrivs om den som framför ett fartyg gäller även den som i övrigt på ett sådant fartyg fullgör en uppgift av väsentlig betydelse för säkerheten till sjöss.
För sjöfylleri döms också den som framför ett fartyg eller i övrigt på ett fartyg fullgör en uppgift av väsentlig betydelse för säkerheten till sjöss och då är så påverkad av alkoholhaltiga drycker eller något annat medel att det kan antas att han eller hon inte kan utföra uppgiften på ett betryggande sätt. Lag (2010:297).
5 § Är ett brott som avses i 4 § att anse som grovt, döms för grovt sjöfylleri till fängelse i högst två år. Vid bedömande av om brottet är grovt ska särskilt beaktas om
1. gärningsmannen har haft en alkoholkoncentration som uppgått till minst 1,0 promille i blodet eller 0,50 milligram per liter i utandningsluften,
2. gärningsmannen annars har varit avsevärt påverkad av alkohol eller något annat medel,
3. den uppgift som gärningsmannen haft att fullgöra har varit särskilt krävande med hänsyn till fartygets egenskaper eller andra omständigheter, eller
4. framförandet av fartyget har inneburit en påtaglig fara för säkerheten till sjöss. Lag (2010:297).

I korthet är det följande ändringar från den tidigare lagen från 1994:
- En fast promillegräns på 0,2 promille infördes, med undantag för båtar under 10 meter och med maximal hastighet av 15 knop. Dessa omfattas som tidigare av regeln om "betryggande sätt".
- Polis och kustbevakning fick nu dessutom rätt att stoppa båtförare för kontroll utan "skälig misstanke".